# Thomas Huxley
Thomas Henry Huxley (Ealing (Londen), 4 mei 1825 – Eastbourne, 29 juni 1895) was een Engelse bioloog, die door zijn verdedigingen van de evolutietheorie de bijnaam Darwin's Bulldog kreeg. Hij was ook een belangrijk aanhanger van agnosticisme; hij verzon de naam van die stroming zelf.
Thomas Huxley was de vader van de schrijver Leonard Huxley en de grootvader van de schrijver Aldous Huxley, de fysioloog Andrew Huxley en UNESCO-directeur Julian Huxley.

## Levensloop
Huxley werd geboren in een voorstad van Londen, als op een na jongste van acht kinderen van George Huxley, een leraar wiskunde. Hij studeerde medicijnen aan de Universiteit van Londen waar hij afstudeerde in fysiologie en anatomie. In 1845 schreef hij zijn eerste wetenschappelijke publicatie over zijn ontdekking van een laag in de doorsnee van haren, die sindsdien bekendstaat als Huxley's laag.
Van 1846 tot 1850 werkte hij als scheepsarts bij de Britse marine. Tijdens zijn scheepsreizen bestudeerde hij ongewervelde zeedieren. Zijn wetenschappelijk werk gaf hem bekendheid en in 1850 werd hij gekozen tot Fellow of the Royal Society. Het jaar daarop volgde een onderscheiding met de Royal Medal. Hij kon in naam in dienst van de marine blijven zo lang hij onderzoek deed naar materiaal dat hij op zijn reizen verzameld had, wat hem de tijd gaf onderzoek te doen. In 1854 nam hij ontslag om les te gaan geven aan het Imperial College en tegelijkertijd in dienst te treden bij de Britse geologische dienst. Hij deed in deze tijd ook onderzoek naar de menselijke schedelstructuur.
In 1855 trouwde Huxley met Henrietta Anne Heathorn, met wie hij acht kinderen zou krijgen.

### Huxley en Darwin
In 1859 verscheen Charles Darwins boek The Origin of Species. Huxley had eerder niets van Jean-Baptiste de Lamarcks lamarckisme moeten weten, omdat er volgens hem geen bewijs voor was. Hoewel hij vond dat Darwins evolutietheorie ook nog meer bewijs nodig had, zag hij hier wel wat in. Al snel was hij een van de bekendste voorstanders van evolutie.

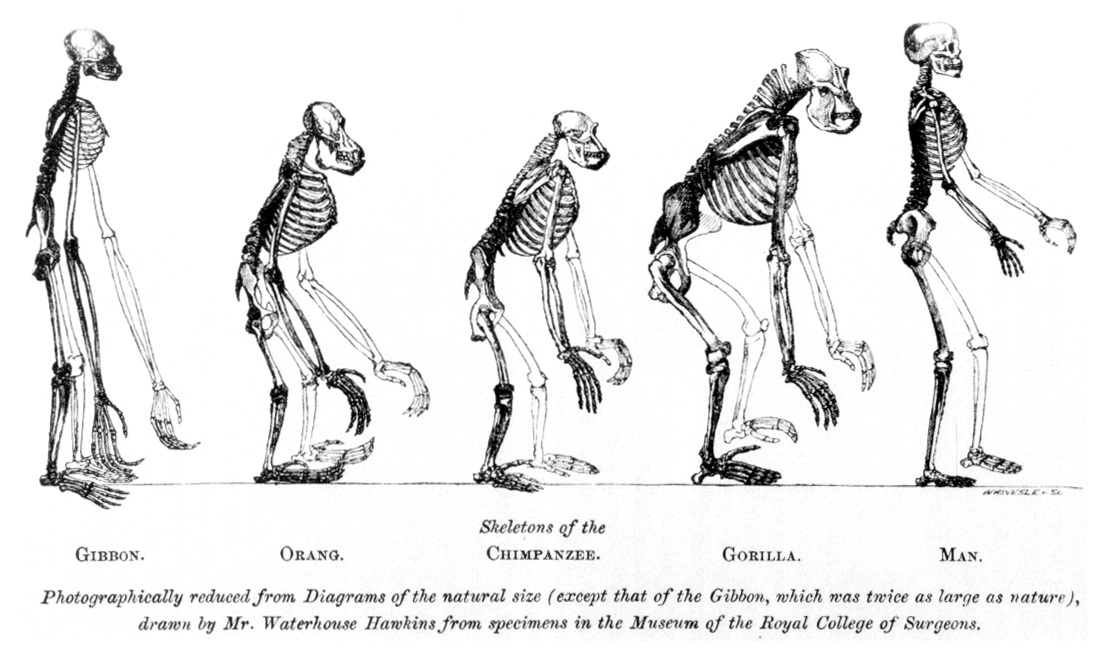
De bekende tekening uit Evidence as to Man's Place in Nature, waarin Huxley aan de hand van overeenkomsten tussen skeletten de verwantschap tussen apen en de mens wil tonen.

Door zijn vroegere onderzoek naar menselijke schedels werd hij erg gegrepen door wat de evolutietheorie voor de mens betekende. Huxley concludeerde dat de mens een diersoort was, die nauw verwant was aan de apen. Hij was daarin een tegenstander van Richard Owen, die beweerde dat de mens een uitzonderlijke plaats inneemt door de vorm van de hersenen. Dit was in tegenspraak met anatomisch bewijs en Huxley won het debat met Owen glansrijk. In 1863 zette hij zijn ideeën over de verwantschap van de mens met apen uiteen in zijn boek Evidence as to Man's Place in Nature.
In 1869 stichtte hij met andere darwinisten het wetenschappelijke tijdschrift Nature. Huxley was een begaafd redenaar. Door zijn essays, openbare discussies en redes zorgde hij ervoor dat wetenschappelijke discussies ook bij het grote publiek gingen leven.

### Latere leven
Vanaf 1870 was Huxley te druk met publieke taken om nog veel tijd aan de wetenschap te besteden. Van de Royal Society was hij secretaris van 1871 tot 1880 en president van 1883 tot 1886. Hij zat in de Privy Council vanaf 1892. Hij hield zich verder bezig met adviseren van het onderwijs. In tegenspraak met zijn eigen agnostische ideeën adviseerde hij dat op scholen les moest worden gegeven in de Bijbel, omdat hij dacht dat dit een goede manier was om ethisch bewustzijn bij te brengen.
Huxley werd onderscheiden met de Wollaston Medal in 1876 en de Linnean Medal in 1890. In 1888 kreeg hij de Copley Medal, in 1894 de Darwin Medal.
Vanaf 1885 ging zijn gezondheid achteruit. In 1890 verhuisde Thomas Huxley naar Eastbourne waar hij in 1895 op zeventigjarige leeftijd overleed.
- Australian Dictionary of Biography: huxley-thomas-henry-2219
- Bibsys: 90398677
- Biblioteca Nacional de España: XX1124472
- Bibliothèque nationale de France: cb121862515 (data)
- Catàleg d'autoritats de noms i títols de Catalunya: 981058615154006706
- CiNii: DA01634901
- Dictionary of Australian Artists: thomas-huxley
- Stuttgart Database of Scientific Illustrators 1450–1950: 2161
- Gemeinsame Normdatei: 118555103
- International Standard Name Identifier: 0000 0001 2137 2928
- Library of Congress Control Number: n79095478
- Nationale Bibliotheek van Letland: 000302907
- Mathematics Genealogy Project: 95541
- Bibliotheek van het Japanse parlement: 00522817
- Nationale Bibliotheek van Tsjechië: nlk20000089945
- Nationale bibliotheek van Australië: 35216478
- Nationale Bibliotheek van Israël: 987007262840605171
- Nationale Bibliotheek van Polen: a0000001236835
- Nationale en Universitaire bibliotheek Zagreb: 000114786
- Nederlandse Thesaurus van Auteursnamen: 069456801
- Réseau des bibliothèques de Suisse occidentale: 02-A000082409
- Istituto Centrale per il Catalogo Unico: MILV056520
- LIBRIS: 287639
- SNAC: w67h1ktb
- Système universitaire de documentation: 027696677
- Museum of New Zealand Te Papa Tongarewa: 71435
- Trove: 869246
- Union List of Artist Names: 500524551
- Virtual International Authority File: 66511085
- WorldCat: E39PBJfcRHdFpk6tdWvFjt9JjC